# 1233 w polityce

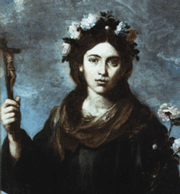
Róża z Viterbo

Wydarzenia polityczne w 1233 roku.

## Wydarzenia
- 25 listopada Bitwa pod Monmouth.
- Początek działalności inkwizycji w Langwedocji[1].

## Urodzili się
- 15 sierpnia Filip Benicjusz, włoski kaznodzieja[2].
- Róża z Viterbo, święta Kościoła katolickiego[3].